# Leoncjusz II (cesarz bizantyński)
Leoncjusz II (Leontius II, ok. 660–706) – cesarz bizantyjski w latach 695–698. 
Zanim został cesarzem, Leoncjusz był dowódcą wojsk za panowania cesarza Justyniana II, został jednak uwięziony przez cesarza z powodu klęski, jaką poniósł pod Sebastopolis w walce z Arabami. Został uwolniony w 695 r., lecz natychmiast zorganizował spisek przeciwko cesarzowi, obalił go i sam objął tron, zaś Justyniana wypędził z kraju. Podczas jego rządów w 697 r. Arabowie zdobyli Kartaginę. Wkrótce potem (698) wybuchł kolejny bunt, dowodzony przez Tyberiusza III, za sprawą którego Leoncjusz utracił władzę. Spędził w więzieniu kilka lat, aż do roku 705, kiedy to za pomocą Bułgarów do władzy wrócił Justynian II. Obydwaj buntownicy (Leoncjusz, jak i Tyberiusz) zostali skazani na karę śmierci i straceni.